# Chaetodon striatus
El Chaetodon striatus, más conocido como pez mariposa bandado, es una especie de pez mariposa del género Chaetodon. Se encuentra en el Océano Atlántico occidental, desde Massachusetts hasta Río de Janeiro, incluidos el Golfo de México y el mar Caribe, entre los 3 y 55 m de profundidad.

## Descripción
Alcanza hasta 15 cm de longitud. Tiene hocico corto y cuerpoentre cuadrado y ovalado en forma de disco aplanado verticalmente, de color predominantemente blanco, con gruesas rayas negras verticales, dos a sus lados y la tercero que se extiende desde la aleta dorsal a sus pedúnculos caudales. Sus aletas pélvicas, a excepción de la columna vertebral, también son de color negro.

## Alimentación
Se alimenta principalmente de gusanos poliquetos, pólipos de coral, crustáceos y moluscos, y huevos, raspando los invertebrados con sus dientes erizados. Los adultos pueden formar agrupaciones de hasta 20 individuos, de vez en cuando también con otras especies de peces de arrecife. Es una especie diurna, activa durante el día; duerme por la nohe. Al final del día busca refugio de los depredadores nocturnos.